# Anita Rée
Anita Clara Rée (Amburgo, 9 febbraio 1885 – Kampen, 12 dicembre 1933) è stata una pittrice tedesca, attiva al tempo della repubblica di Weimar.

## Biografia
Anita Rée nacque in un'antica famiglia ebrea di commercianti amburghesi che commerciavano dei prodotti indiani, ed era la figlia di Israel Rée e di Clara Hahn. Ciononostante, Anita e sua sorella Emilie furono battezzate e cresciute come protestanti, secondo le norme sociali delle famiglie ebree assimilate della classe medio-alta e della classe alta nella Germania di allora. Dal 1905, Rée studiò presso il pittore amburghese Arthur Siebelist. Nel 1906 ella conobbe Max Liebermann, che riconobbe il suo talento e la incoraggiò a proseguire la sua carriera artistica. Intorno al 1910, assieme a Franz Nölken e altri artisti, Rée fondò una comunità di studio, che tuttavia si sciolse a causa del suo amore non corrisposto per Nölken. Durante l'inverno del 1912-1913, ella studiò a Parigi presso il pittore Fernand Léger.

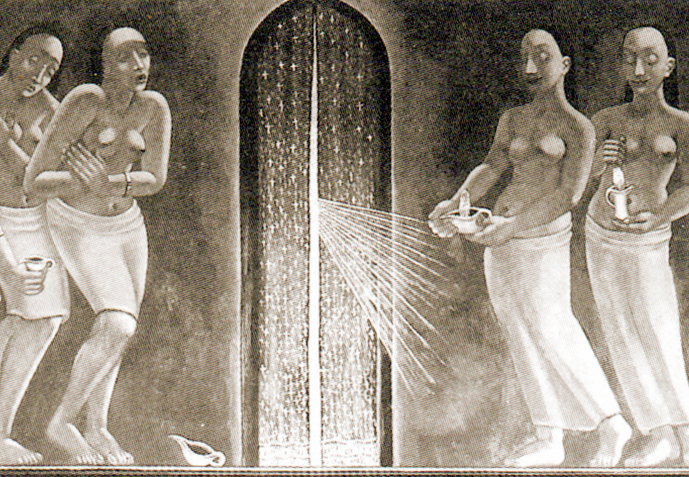
Un dettaglio del dipinto murale sulla parabola delle dieci vergini, dipinto da Rée nel 1929 e in seguito andato distrutto.

Nel 1913, partecipò a una grande esposizione alla galleria Commeter di Amburgo. Dal 1914, Rée si affermò come ritrattista, ed è a lei che si deve l'unico ritratto pittorico dello storico dell'arte Carl Einstein. Nel 1919 ella si unì alla "secessione di Amburgo", seguendo il modello dei gruppi simili a Berlino e a Monaco. Nel 1921 fece un viaggio in Tirolo. Dal 1922 al 1925, la sua residenza principale fu a Positano. Ella tornò ad Amburgo nel 1926 e contribuì alla fondazione della GEDOK, un'associazione di donne artiste. Realizzò anche dei dipinti murali negli edifici pubblici, ma la maggior parte fu distrutta in seguito dal governo nazista, come quello sulla parabola delle vergini sagge e delle vergini stolte, dipinto nel 1929 per una scuola di Amburgo e distrutto nel 1942.
Nel 1930, a Rée venne commissionato un trittico per l'altare della nuova Ansgarkirche a Langenhorn. Tuttavia, gli uomini di chiesa non erano contenti dei suoi disegni, e la commissione venne ritirata nel 1932 per "timori religiosi", molto probabilmente perché essi ritenevano che, nonostante ella fosse protestante, una persona nata in una famiglia ebrea non poteva dipingere un'opera per una chiesa. Nel frattempo, i nazisti l'avevano denunciata in quanto ebrea e l'associazione d'arte di Amburgo la etichettò come "straniera". Poco dopo ella si trasferì nell'isola di Sylt.
Ella si suicidò nel 1933, in parte a causa delle ostilità continue da parte di forze antisemite, e in parte anche a causa di delusioni a livello personale. In una lettera a sua sorella condannò la follia del mondo. Nel 1937, i nazisti etichettarono le opere di Rée come arte degenerata e iniziarono a toglierle dalle collezioni museali. Wilhelm Werner, l'allora custode della Kunsthalle di Amburgo, conservò molte delle tele di Rée nascondendole nel suo appartamento.

## Galleria d'immagini

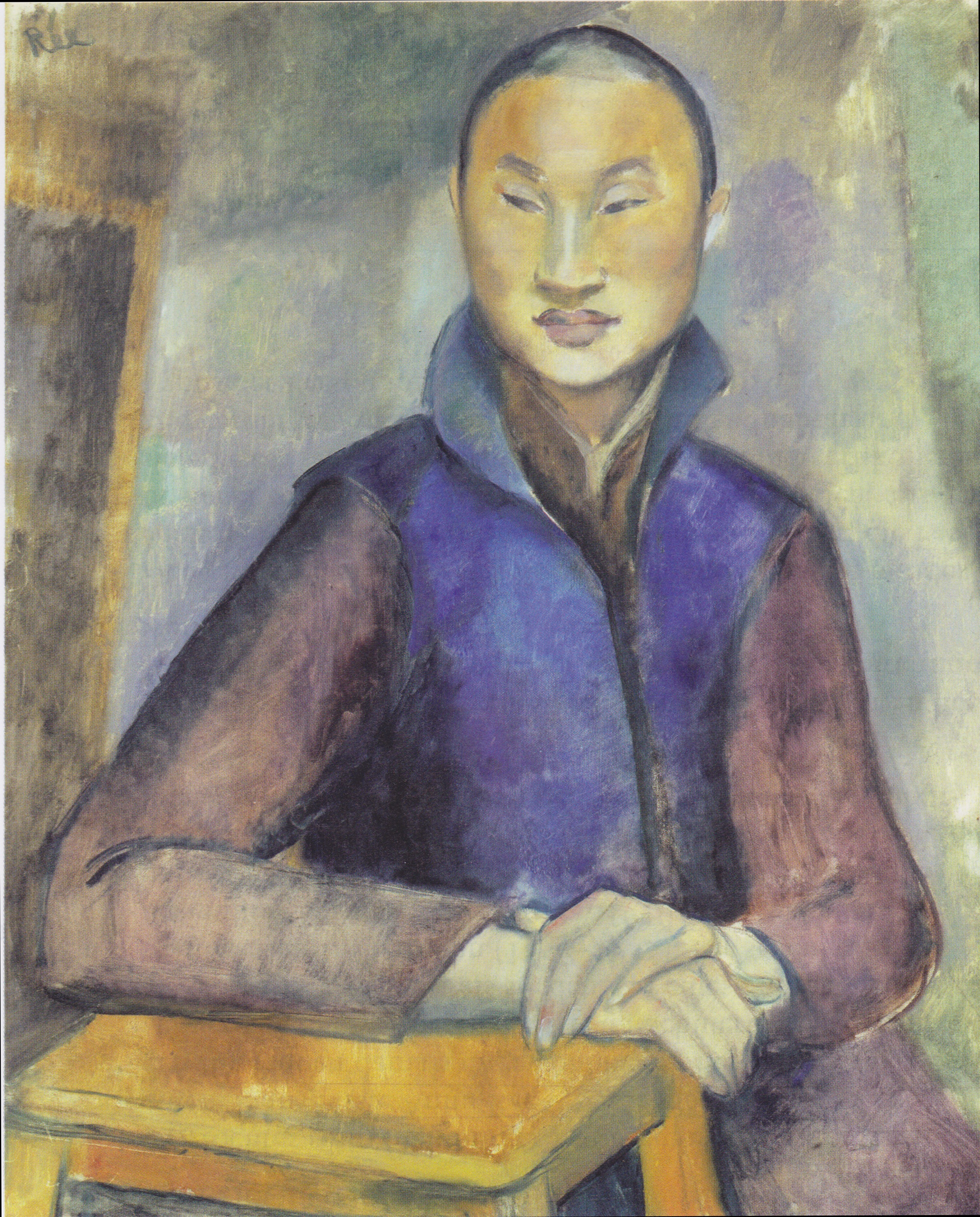
Giovane cinese, 1919
Teresina, 1925[6]
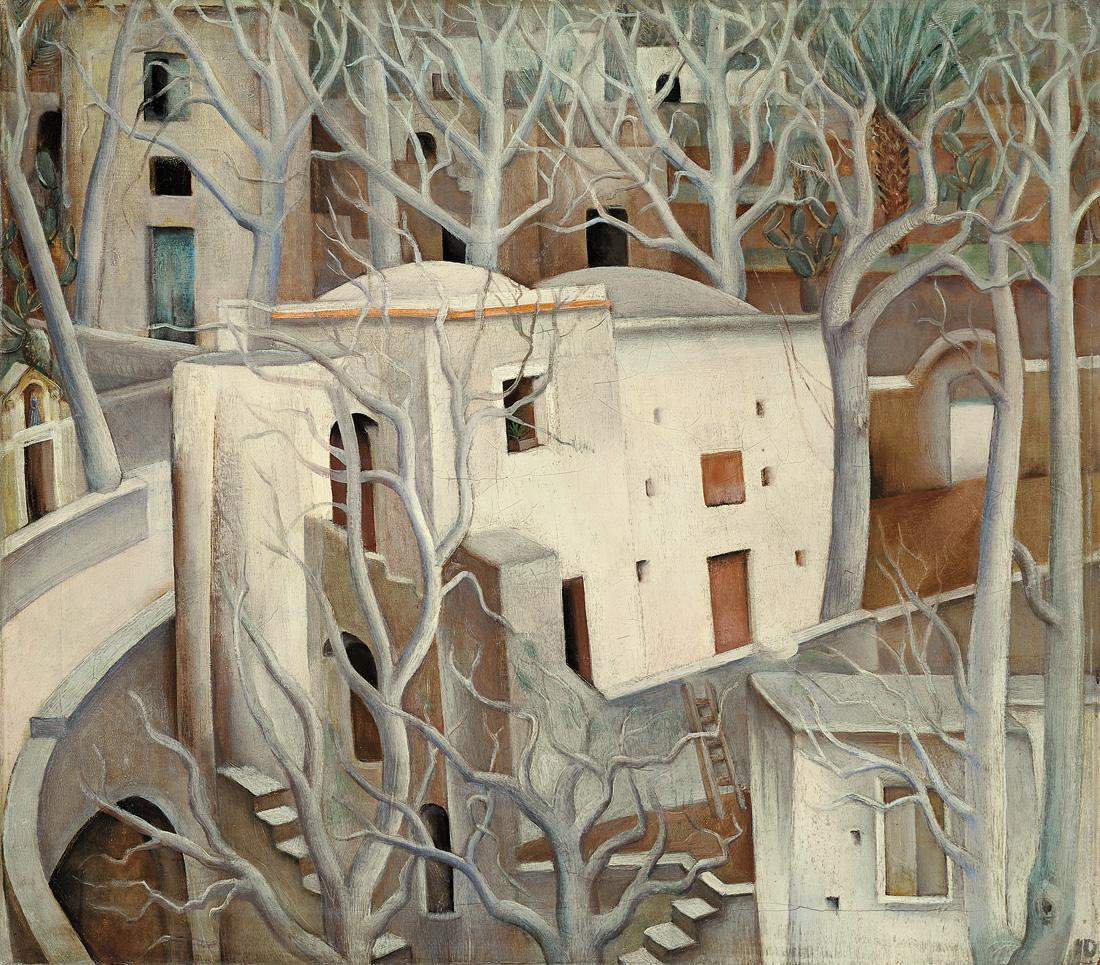
Alberi bianchi, 1925
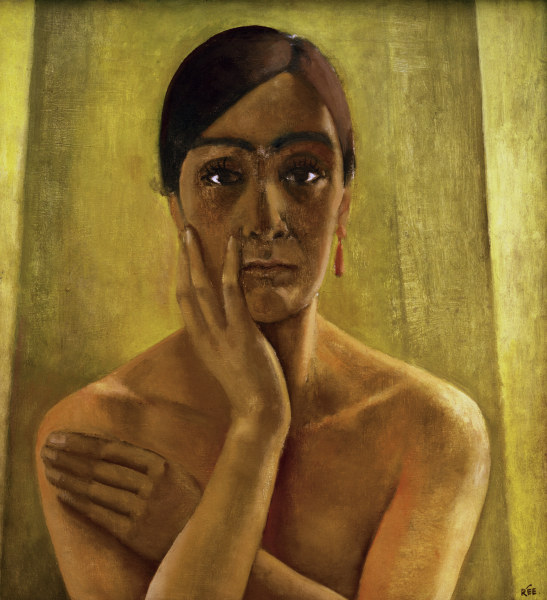
Autoritratto, 1929